# Вавилон’13
Вавилон’13 (укр. Вавилон'13) — украинское объединение документалистов, основанное в 2013 году. Цель создания объединения: повышение осведомленности о протестах на Майдане в Украине и противодействия российской пропаганде вокруг аннексии Крыма. Объединение выпустило не менее семи полнометражных документальных фильмов и бне менее ста короткометражных веб-фильмов.
Объединение получило награду  (Скифский олень) 44-го кинофестиваля «Молодость» за вклад в развитие национального кинематографа .

## Фильмы
Во время протестов на Майдане деятельность «Вавилона’13» была сосредоточена на крупных демонстрациях и масштабных революционных движениях. После российского вторжения в Украину в 2022 году объединение переключило своё внимание на низкотехнологичные, малобюджетные короткометражные фильмы. Эти короткие фильмы, загруженные отдельными лицами и собранные Babylon’13, состояли из сцен жизни на местах в Украине. Темы на протяжении всей войны включали портреты храбрых людей, а также взгляд на часто упускаемые из виду группы на Украине, такие как цыгане.
| Заголовок                              | Перевод названия | Директор        | Выпущенный | Длина      | Жанр                 | Примечания  |
| -------------------------------------- | ---------------- | --------------- | ---------- | ---------- | -------------------- | ----------- |
| Майдан                                 |                  | Сергей Лозница  | 2014       | 134 минуты | Документальный фильм | [ 4 ]       |
| Зима в огне: борьба Украины за свободу |                  | Евгений Афинеев | 2015       | 102 минуты | Документальный фильм | [ 4 ]       |
| Десять секунд                          | Десять секунд    | Юлия Гонтарук   | 2016       | 69 минут   | Документальная драма | [ 6 ]       |
| Зализни метелики                       | Железные бабочки | Роман Любый     | 2023       | 84 минуты  | Документальный фильм | [ 7 ] [ 8 ] |